# Ziernsee
Der Ziernsee ist ein zur Mecklenburgischen Seenplatte gehörender See auf dem Gemeindegebiet von Priepert im Landkreis Mecklenburgische Seenplatte. Er liegt bei Kilometer 68,0 der 97 Kilometer langen Oberen Havel-Wasserstraße (OHW) und ist Bestandteil dieser Bundeswasserstraße der Wasserstraßenklasse I; zuständig ist das Wasserstraßen- und Schifffahrtsamt Oder-Havel.
Die maximalen Ausdehnungen betragen etwa 2,2 Kilometer von Südwesten nach Nordosten und knapp einen Kilometer von Nordwesten nach Südosten. Die Wasserfläche nimmt etwa 1,1 km² ein. Im Nordosten grenzt der Zerlingsee an, ein kleiner, mit Seerosen bewachsener See, der ausgeprägte Verlandungszonen aufweist. Am bewaldeten Nordufer befinden sich zwei Campingplätze.
Südufer und Ostufer bilden die Grenze zum Bundesland Brandenburg. In Ufernähe der südlichen Bucht liegen die Fürstenberger Ortsteile Kleinmenow und Zwiebelfeld. Über die kanalartig ausgebaute Havel, die gleichzeitig den Abfluss darstellt, gelangt man zum Menowsee, nach Steinförde und nach Fürstenberg/Havel. Im Westen gelangt man zum angrenzenden Ellbogensee, über den die Havel zufließt, und somit nach Priepert und weiter über die Müritz-Havel-Wasserstraße nach Strasen.
Der Name leitet sich entweder vom slawischen Wort *cera´n „Senkgarn zum Aalfang“ oder č(e)rn- „schwarz“ ab.